# Megaselia antecellens
Megaselia antecellens är en tvåvingeart som beskrevs av Rudolf Beyer 1965. Megaselia antecellens ingår i släktet Megaselia och familjen puckelflugor. Inga underarter finns listade i Catalogue of Life.